# دن کیشوت (باله)

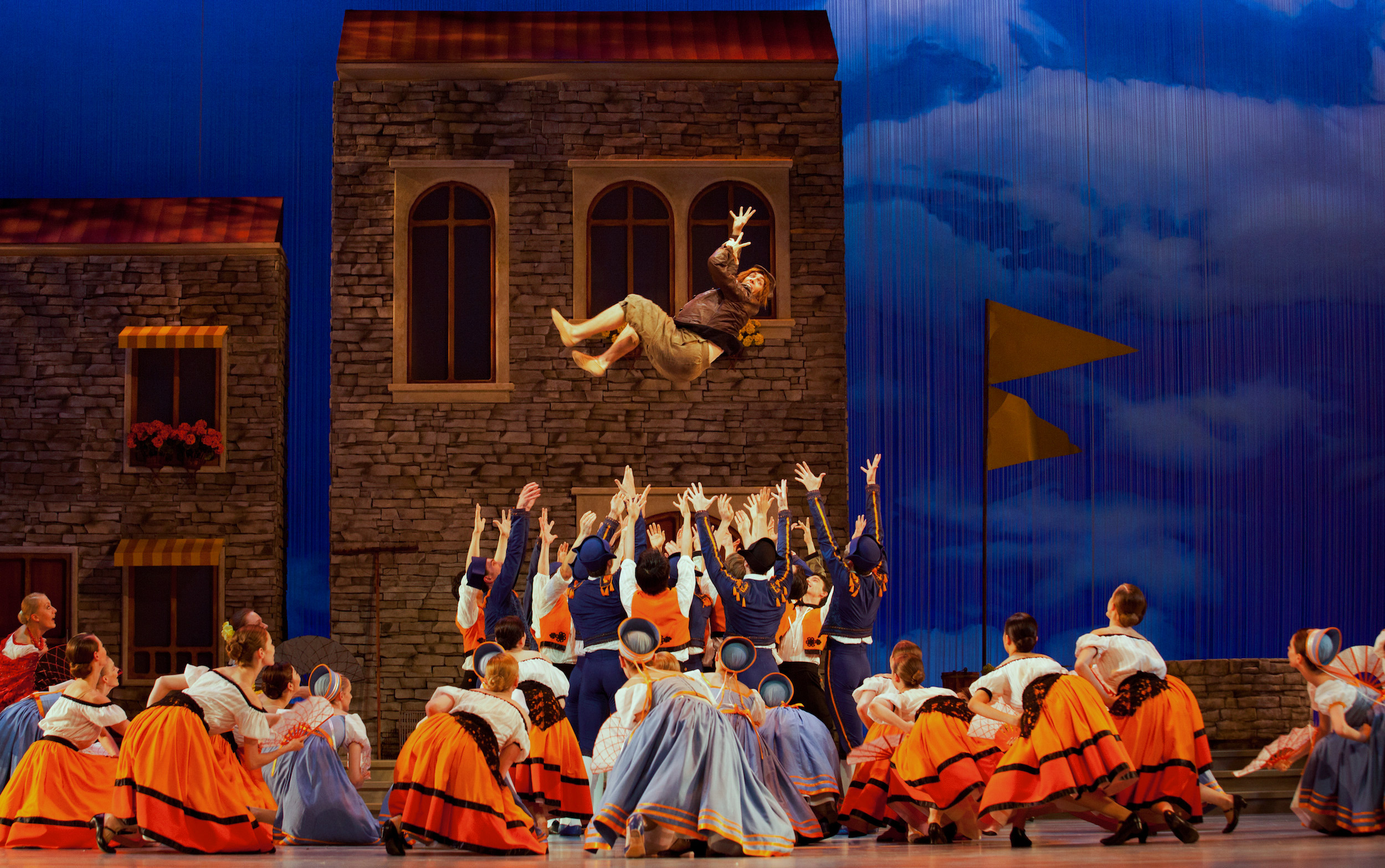
رقصندگان باله ملی لهستان حین اجرای پرده‌ای از بالهٔ دُن کیشوت.

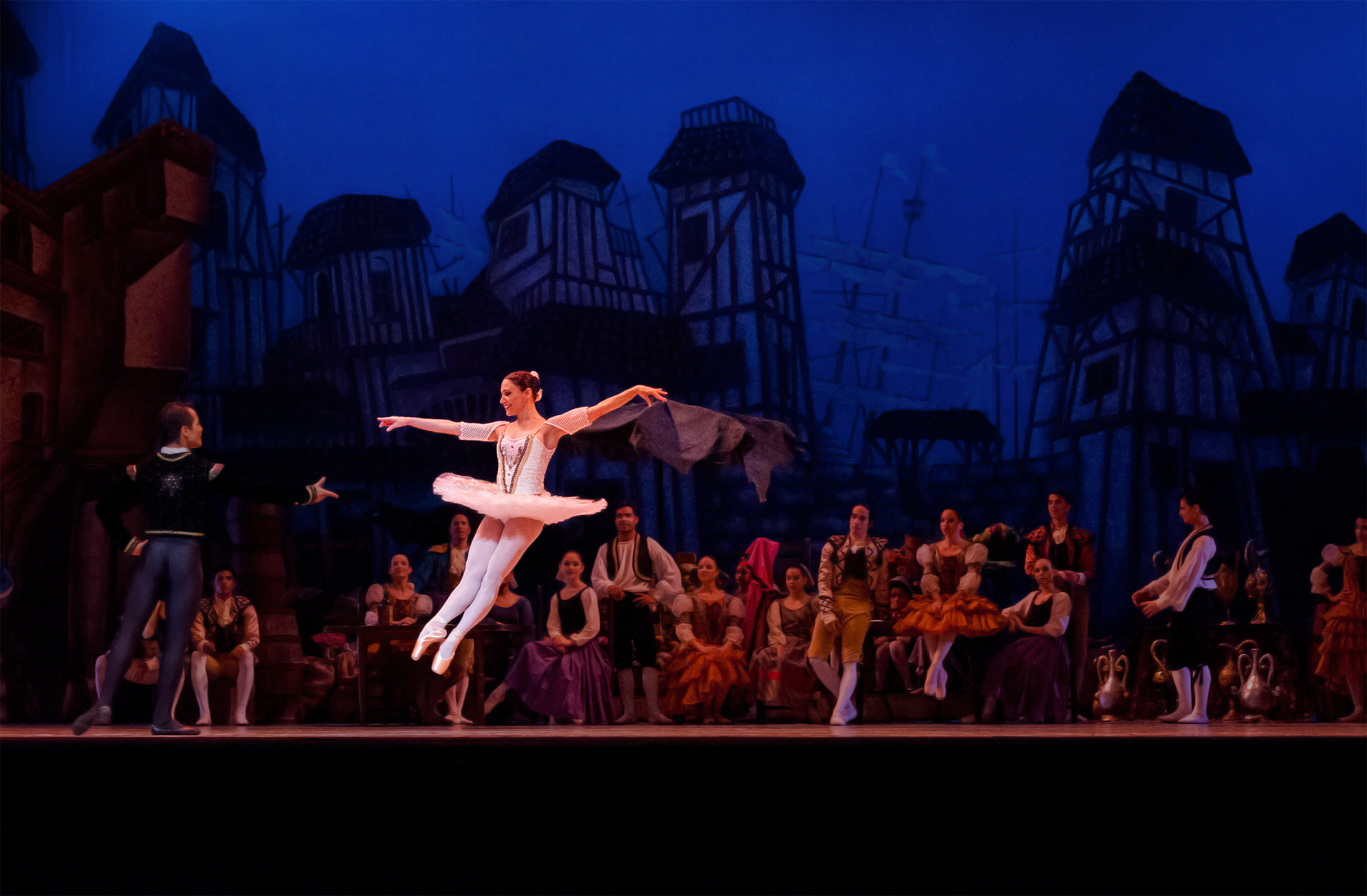
رقصنده‌ها در حال اجرای پرده‌ای از باله دُن کیشوت در تئاتر ترسا کارنو در کاراکاس.

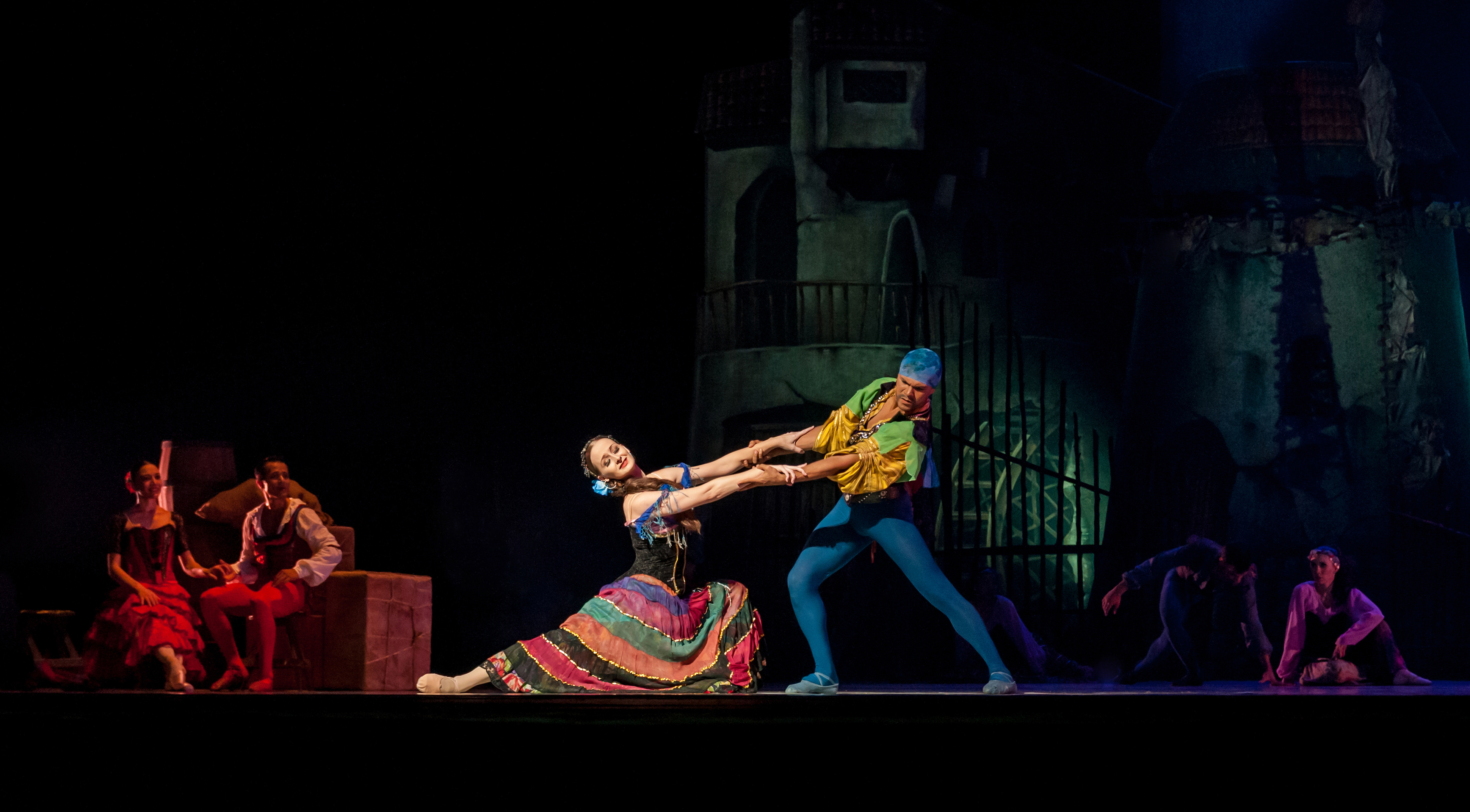
پرده‌ای از نمایش بالهٔ دُن کیشوت در تئاتر ترسا کارنو در کاراکاس.

باله دُن کیشوت، نمایشنامهٔ چهار پرده‌ای باله و بر اساس رُمان مشهور دُن کیشوت، اثر نویسندهٔ اسپانیایی میگل سروانتس است. باله دُن کیشوت توسط ماریوس پتیپا، طراحی و موسیقی آن در سال ۱۸۶۹ توسط لودویک مینکوس نوشته شده‌است.
باله دُن کیشوت برای نخستین‌بار در ۲۱ نوامبر ۱۸۷۱ میلادی، توسط باله مارینسکی و در تئاتر بولشوی سن پترزبورگ، به روی پرده رفت.